# Wolf Biermann
Karl Wolf Biermann (ur. 15 listopada 1936 w Hamburgu) – niemiecki śpiewak, poeta, pisarz i dysydent.

## Życiorys
W 1953, po ukończeniu szkoły średniej w RFN, przeniósł się do NRD. W latach 1957–1963 studiował filozofię i matematykę na Uniwersytecie Humboldtów w Berlinie. Jednocześnie był asystentem reżysera w Berliner Ensemble.
W 1960 Biermann rozpoczął pisanie piosenek, które wkrótce zdobyły znaczną popularność. Od grudnia 1965 w NRD zakazano publikacji i publicznego wykonywania jego utworów. W 1976, po występie w Kolonii, nie zezwolono mu na powrót do wschodnich Niemiec i odebrano mu obywatelstwo NRD. Fakt ten spowodował głośną lawinę protestów wśród intelektualistów zarówno z NRD (np. ze strony pisarki Christy Wolf), jak i RFN.
Wolf Biermann jest autorem ok. 30 książek i zbiorów poezji. Nagrał również ponad 35 płyt długogrających. Ma w swoim dorobku przetłumaczenie na język niemiecki wszystkich sonetów Shakespeare’a, a także szereg innych utworów.

## Wybrane dzieła
- Wolf Biermann zu Gast bei Wolfgang Neuss (LP, 1965)
- Wolf Biermann: „Chauseestrasse 131” (LP, 1969)
- Wolf Biermann: „aah-ja!” (LP, 1974)